# Alejandro Fuenmayor
Alejandro Enriquez Fuenmayor Castillo (Maracaibo, Zulia, Venezuela, 29 de agosto de 1996) es un futbolista venezolano que juega como defensa en el Monagas SC de la Primera División de Venezuela

## Trayectoria
Alejandro Fuenmayor empezó su carrera como futbolista en las categorías inferiores (Sub-18) del Carabobo, paso por el filial, hasta debutar en Primera División el 22 de septiembre de 2013 con el Carabobo Fútbol Club en un partido ante Deportivo La Guaira con victoria 2-0.
Fuenmayor avanzando y ganando experiencia desde su debut a los 18 años, se consolidó en la defensa del Carabobo en la temporada 2017, siendo pieza fundamental para su entrenador Julio César Baldivieso.

## Clubes
| Club                 | País             | Año              | Partidos | Goles |
| -------------------- | ---------------- | ---------------- | -------- | ----- |
| Carabobo             | Venezuela        | 2013 - 2017      | 73       | 2     |
| Houston Dynamo       | Estados Unidos   | 2017 - 2021      | 87       | 3     |
| Rio Grande Valley FC | Estados Unidos   | 2019             | 6        | 0     |
| Oakland Roots        | Estados Unidos   | 2022             | 29       | 0     |
| Phoenix Rising       | Estados Unidos   | 2023-2024        | 46       | 0     |
| Monagas SC           | Venezuela        | 2025-            |          |       |
| Total en carrera     | Total en carrera | Total en carrera | 241      | 5     |

## Palmarés

### Títulos nacionales
| Título           | Club              | País           | Año  |
| ---------------- | ----------------- | -------------- | ---- |
| U.S. Open Cup    | Houston Dynamo    | Estados Unidos | 2018 |
| USL Championship | Phoenix Rising FC | Estados Unidos | 2023 |